# Joseph Tanner
Joseph Richard "Joe" Tanner (Danville, 21 de janeiro de 1950) é um ex-astronauta dos Estados Unidos, veterano de quatro missões espaciais.
Piloto da Marinha após se formar na Universidade de Illinois em 1973, Tanner começou a trabalhar para a NASA em 1984 no Centro Espacial Lyndon B. Johnson como engenheiro aeroespacial e piloto de provas. Sua primeira função na agência foi a de ensinar técnicas de aterrissagem do ônibus espacial aos astronautas-pilotos e instruir os pilotos e especialistas de missão no jato de treinamento da NASA, o T-38. Em março de 1992, foi selecionado para o corpo de astronautas da agência espacial.
Foi ao espaço pela primeira vez em novembro de 1994 como especialista de missão no ônibus espacial Atlantis (STS-66), acumulando 262 horas no espaço em 175 órbitas. Na sua segunda missão, em fevereiro de 1997, ele realizou duas caminhadas no espaço para serviço de manutenção e aumento da capacidade científica do telescópio espacial Hubble, junto com a tripulação da Discovery (STS-82). A tripulação passou nove dias no espaço para realizar o trabalho e Tanner acumulou quatorze horas fora da nave realizando seu trabalho.
Sua terceira missão, em dezembro de 2000, foi a bordo da Endeavour (STS-97), a quinta missão do programa do ônibus espacial para assentamento no espaço da Estação Espacial Internacional. Depois da acoplagem com a estação, a tripulação instalou o primeiro jogo de equipamentos solares americanos na estrutura, além de desembarcar suprimentos e equipamentos para a primeira equipe residente na Estação Espacial Internacional, os integrantes da Expedição 1. Tanner acumulou mais dezenove horas em atividades extraveiculares nesta terceira viagem.
STS-115 Atlantis foi sua quarta e última missão ao espaço, realizada em setembro de 2006, mais uma missão de montagem da Estação Espacial, onde ele passou mais cinco horas em caminhadas espaciais para realizar seu trabalho como especialista de missão. No total de suas viagens espaciais, Joe Tanner já acumulou 1060 horas no espaço sendo 46 delas fora da nave.